# Imperium
"Imperium" je prvi singl američkog thrash metal sastava Machine Head s njihovog petog studijskog albuma Through the Ashes of Empires, objavljen 16. prosinca 2003.

## O pjesmi
Pjesma je stekla popularnost, te je hvaljena od strane obožavatelja i kritičara jer nakon dva albuma predstavlja povratak njihovom originalnom stilu, thrash metalu. Govori o strukturi društva ("Imperium" - hrv.: carstvo) te o pokušaju disociranja s njim. 
Snimljen je i spot kojeg je režirao Mike Sloat, s kojim su kasnije snimili i spotove za pjesme "Days Turn Blue to Gray", "Aesthetics of Hate", "Now I Lay Thee Down" i "Halo".

## Produkcija
- Robb Flynn : vokal, gitara
- Phil Demmel : gitara
- Adam Duce : bas, prateći vokal
- Dave McClain : bubnjevi